# یان گری (بازیکن فوتبال اهل انگلستان)
یان گری (انگلیسی: Ian Gray؛ زادهٔ ۲۵ فوریهٔ ۱۹۷۵) بازیکن فوتبال اهل بریتانیا است.
از باشگاه‌هایی که در آن بازی کرده‌است می‌توان به باشگاه فوتبال اولدهام اتلتیک، باشگاه فوتبال روترهام یونایتد، باشگاه فوتبال استوک‌پورت کانتی، باشگاه فوتبال روچدیل، و باشگاه فوتبال هادرزفیلد تاون اشاره کرد.